# Орехов, Павел Константинович
Па́вел Константи́нович Оре́хов (2 февраля 1916, Петроград — 23 сентября 1992, там же) — советский российский валторнист и музыкальный педагог.

## Биография
Павел Орехов родился в семье музыканта Придворной певческой капеллы. Начальное музыкальное образование он получил в Хоровой школе Капеллы, которую окончил в 1932 году. В том же году Орехов поступил в Ленинградскую консерваторию, в класс профессора Михаила Буяновского. В 1937 году он с отличием окончил консерваторию, а в 1940 году — аспирантуру. На протяжении своей карьеры Павел Константинович Орехов успел поиграть в большинстве ведущих оркестров Ленинграда. В 1934—1936 и 1943—1950 годах он работал в оркестре Ленинградского радио, в 1936—1938 годах — в оркестре Ленинградской филармонии, в 1938—1941 и 1954—1968 годах в оркестре Ленинградского государственного академического театра оперы и балета им. С. М. Кирова, с 1950 по 1954 год — в оркестре Ленинградского академического малого оперного театра. В 1937 году он впервые исполнил концерт для валторны с оркестром Александра Гедике. 9 августа 1942 года Орехов принимал участие в историческом исполнении Ленинградской симфонии Шостаковича в блокадном Ленинграде.
Также на протяжении большей части своей жизни Павел Орехов занимался педагогической деятельностью. Сразу после окончания консерватории он начал преподавать валторну в Специальной Музыкальной школе-десятилетке при Ленинградской Консерватории. С 1945 года он преподавал в Ленинградской консерватории (с 1973 года профессор). С 1967 по 1973 год он также преподавал в Петрозаводской консерватории, имевшей тогда статус филиала Ленинградской консерватории. Среди наиболее известных учеников Орехова Игорь Лифановский, Анатолий Чепков, Игорь Удальцов, Анатолий Дёмин, Виктор Позин.

## Награды
- Орден Дружбы народов (28.12.1987).